# عشق اداری
عشق اداری (به انگلیسی: Office Romance) یا عشق در اداره فیلمی محصول سال ۱۹۷۷ و به کارگردانی الدار ریازانوف است.عشق اداری محصول کشور روسیه و زبان آن نیز روسی ست. در این فیلم بازیگرانی همچون آندری میاگکوف، آلیسا فرایندلیش، الگ باسیلاشویلی، لیا آخدژاکووا، لودمیلا ایوانوا ایفای نقش کرده‌اند.